# グリゴリー・ハルチェンコ
グリゴリー（フルィホリー）・ペトロヴィチ・ハルチェンコ（ロシア語: Григорий Петрович Харченко、ウクライナ語: Григорій Петрович Харченко、1936年6月1日 - ）は、ウクライナ・ソビエト社会主義共和国の政治家。ソビエト連邦時代最後のウクライナ共産党中央委員会第二書記を務めた。

## 経歴
1936年6月1日に、キエフ州ミローノフカに生まれたウクライナ人。1959年にモスクワ輸送列車技術学院を卒業してからは、ザポリージャの電気機関車工場で働いた。1960年からコムソモールなどで活動を始め、1962年にソ連共産党へ入党。コムソモール州委員会第一書記を経て、1967年から党の活動家となった。1974年からウクライナ共産党ザポリージャ州委員会書記、1976年から1986年5月まで州委員会第二書記を務め、1981年に連邦共産党中央委員会附属社会科学アカデミー (ru) を卒業した。
1986年から翌1987年まで連邦共産党中央委査察官、同年から翌1988年まで連邦共産党中央委党組織部門副部長、同年10月から1990年10月までウクライナ共産党ザポリージャ州委員会第一書記を務める。1990年4月から10月までは、州ソビエト議長でもあった。1989年3月に行われた人民代議員選挙ではメリトポリ選挙区から立候補し、有権者数11万7338のうち8万734票を得て当選している。ウクライナ最高会議代議員を2期務め、国家保安委員会保安小委員会議長も務めた。1990年9月には、レオニード・クラフチュクの後任として、ソ連時代最後のウクライナ共産党中央委第二書記に選出された。
ソビエト連邦の崩壊後は、産業・金融会社社長やロシア産業企業家同盟の会長顧問、ロシア下院の「民主主義」会派 (ru) の副スタッフ長を務めた。2001年から、ロシア製造業者同盟副会長、国際製造業者同盟執行委員会議長を務める。